# Artur Jasiukiewicz
Artur Jasiukiewicz (biał. Артур Ясюкевіч, ros. Артур Ясюкевич; ur. 30 listopada 1987) – białoruski wioślarz.

## Osiągnięcia
- Mistrzostwa Europy – Poznań 2007 – dwójka podwójna wagi lekkiej – 6. miejsce[1].